# Sant Andreu d'Ullà
Sant Andreu d'Ullà és un edifici religiós del municipi d'Ullà inclòs en l'Inventari del Patrimoni Arquitectònic de Catalunya.

## Descripció
Església de planta rectangular, sense capçalera destacada, avui en funció civil. Té un sector, a ponent, cobert amb volta de canó, mentre la part restant, a llevant, presenta volta apuntada; no hi ha cap arc de sosteniment. La porta és a migdia, amb llinda; al mur occidental hi ha una obertura del tipus de sagetera. A l'extrem est del mur meridional s'hi adossa un cos perpendicular, que fou sagristia, en part cobert amb volta.
Les estructures i paraments semblen demostrar que la part més primitiva és la de ponent: la base dels murs és de grans pedres, només desbastades; l'aparell canvia a la part superior on és de carreus, no molt ben escairats, que formen filades seguides. El sector oriental es diferencia per l'aparell de pedres petites, sense treballar, disposades descuradament. Aquest tram, d'època més tardana, degué substituir la primitiva capçalera. Són reutilitzats, carreus i fragments de terrissa i paviments d'època romana.

## Història
L'església parroquial de Sant Andreu, fou confirmada com a possessió del priorat agustinià de Santa Maria, del mateix lloc d'Ullà, l'any 1182, a l'acta de consagració de la segona església del cenobi.
L'any 1804 fou beneïda la nova església del dit priorat -que abandonà el primer emplaçament de la plana a causa de les inundacions- bastida a pocs metres i a ponent de la parroquial de Sant Andreu. Amb la desaparició de la comunitat canonical, la gran església prioral de Santa Maria esdevingué la nova parròquia d'Ullà i, a la seva vora, el petit temple de Sant Andreu quedà oblidat i sense culte i passà -segurament el 1835- a ser propietat municipal. Durant molt temps havia servit d'oficines municipals; havia estat molt alterat, cobert d'arrebossats i compartimentat; era impossible observar-ne moltes de les estructures originals. L'any 1980, s'hi realitzaren obres de restauració que han significat la total recuperació de l'edifici, ara destinat a sala d'exposicions i actes culturals.
En diferents obres s'afirma, erròniament, que l'església de Santa Maria, bastida pels canonges als segles XVIII-XIX (actual parròquia) es construí al mateix lloc que la de Sant Andreu, donant aquesta per desapareguda.